# Desa Garon (administrativ by i Indonesien, lat -7,71, long 111,41)
Desa Garon är en administrativ by i Indonesien.   Den ligger i provinsen Jawa Timur, i den västra delen av landet, 500 km öster om huvudstaden Jakarta.